# Onychoblestrum
Onychoblestrum is een mosdiertjesgeslacht uit de familie van de Calloporidae en de orde Cheilostomatida. De wetenschappelijke naam ervan is in 1984 voor het eerst geldig gepubliceerd door Gordon.

## Soorten
- Onychoblestrum hastingsae (Brown, 1952)
- Onychoblestrum propinquum (Waters, 1885)
- Onychoblestrum secundum Hayward, 1988